# شیئودومه

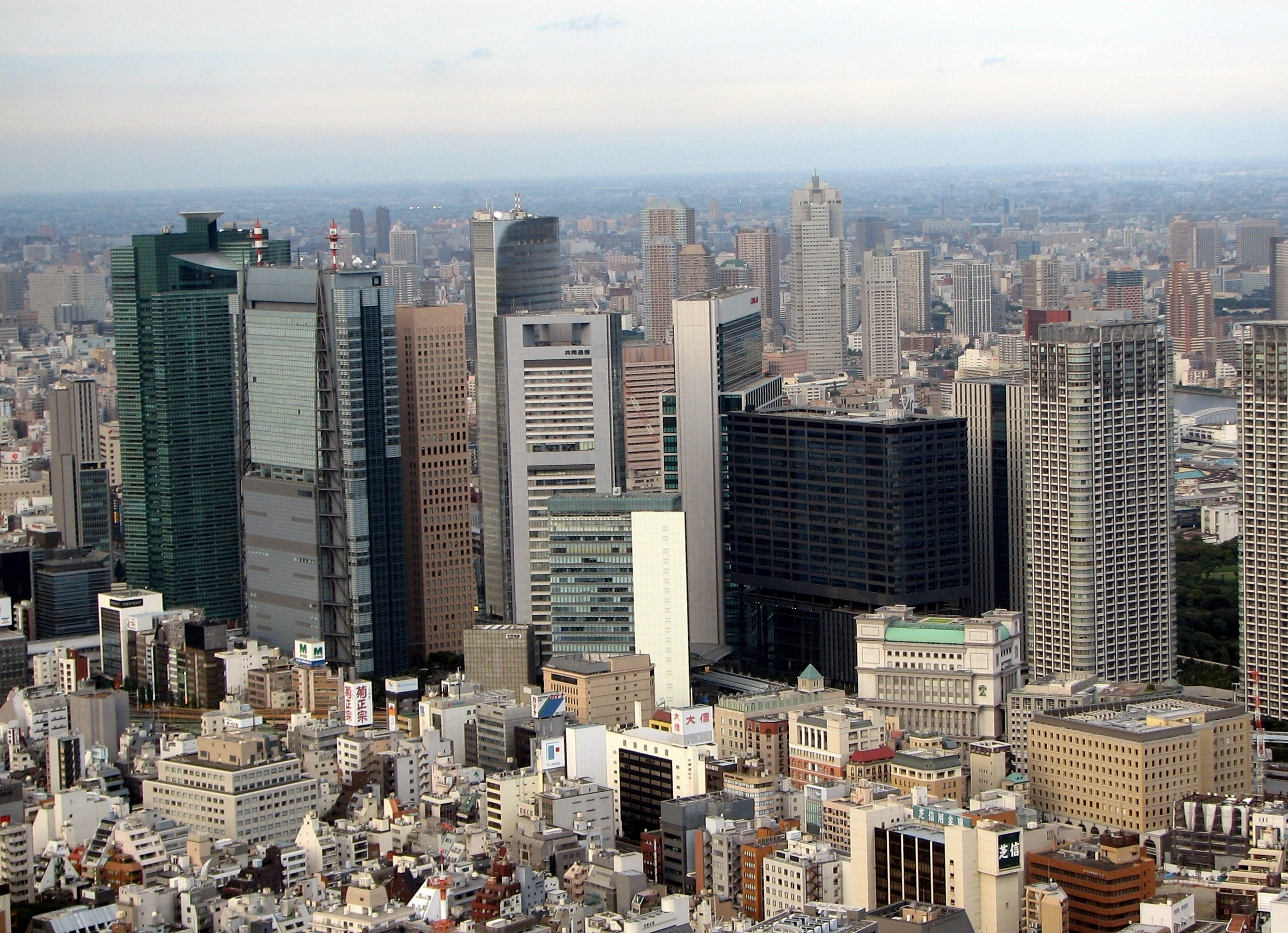
آسمانخراش‌های شیئودومه

شیئودومه (به ژاپنی: 汐留 Shiodome) یکی از محله‌های توکیو پایتخت ژاپن است که در منطقهٔ میناتو واقع شده‌است. شیئودومه در مجاورت خلیج توکیو، گینزا و  شینباشی قرار دارد و اکنون به دو محلهٔ کوچکتر تقسیم شده‌است.

## دسترسی
- خط یوریکامومه، ایستگاه شیئودومه (U-02)
- متروی توئی، خط اوادو، ایستگاه شیئودومه (E-19)
- خطوط جی آر و متروی توکیو، ایستگاه شین‌باشی
  - ■خط توکائیدو
  - ■خط که‌ایهین-توهوکو
  - ■خط یامانوته
  - ■خط یوکوسوکا
- خطوط متروی توکیو
  - متروی توکیو، خط گینزا
  - متروی توئی، خط آساکوسا

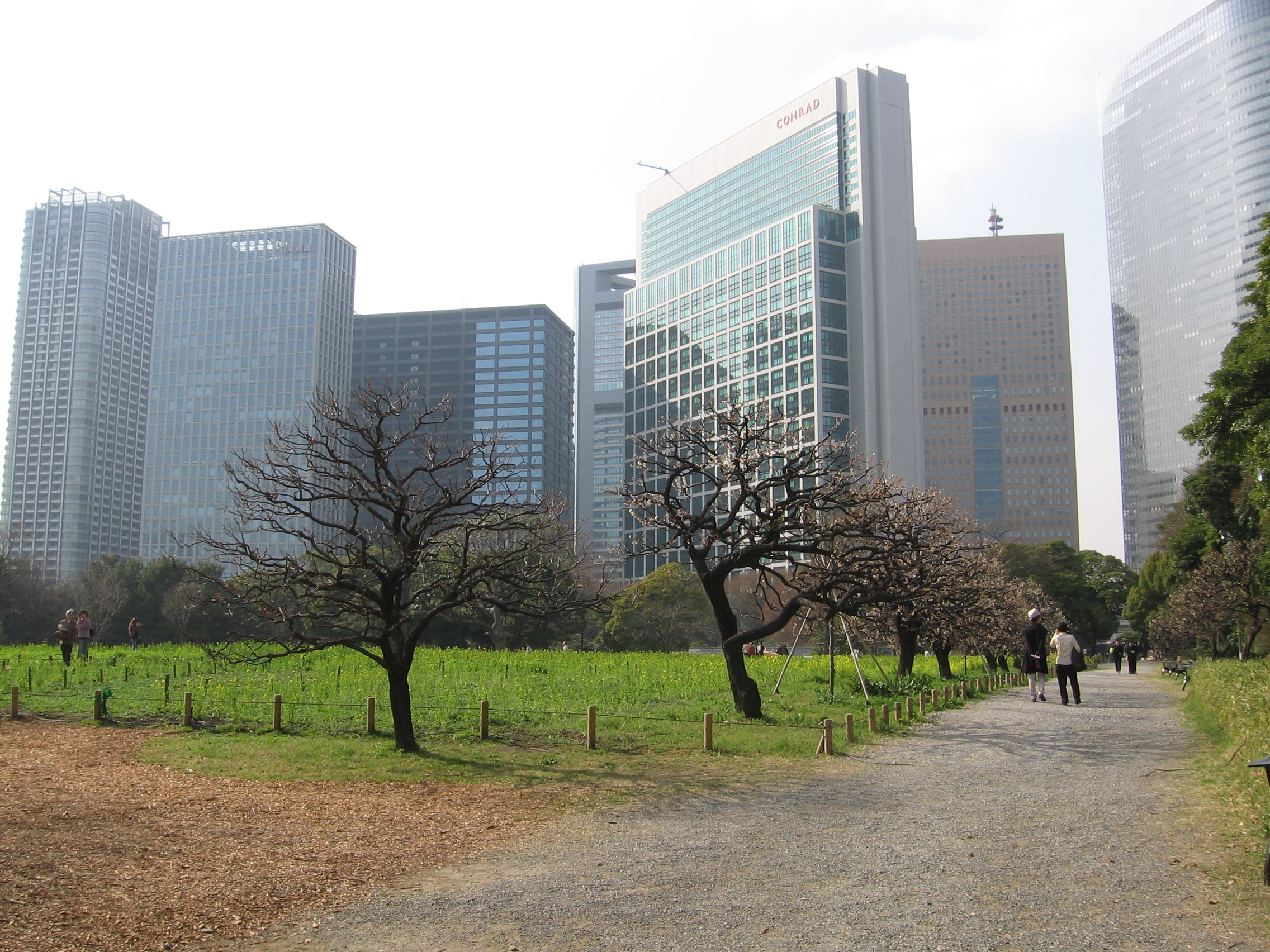
باغ هاماریکیو
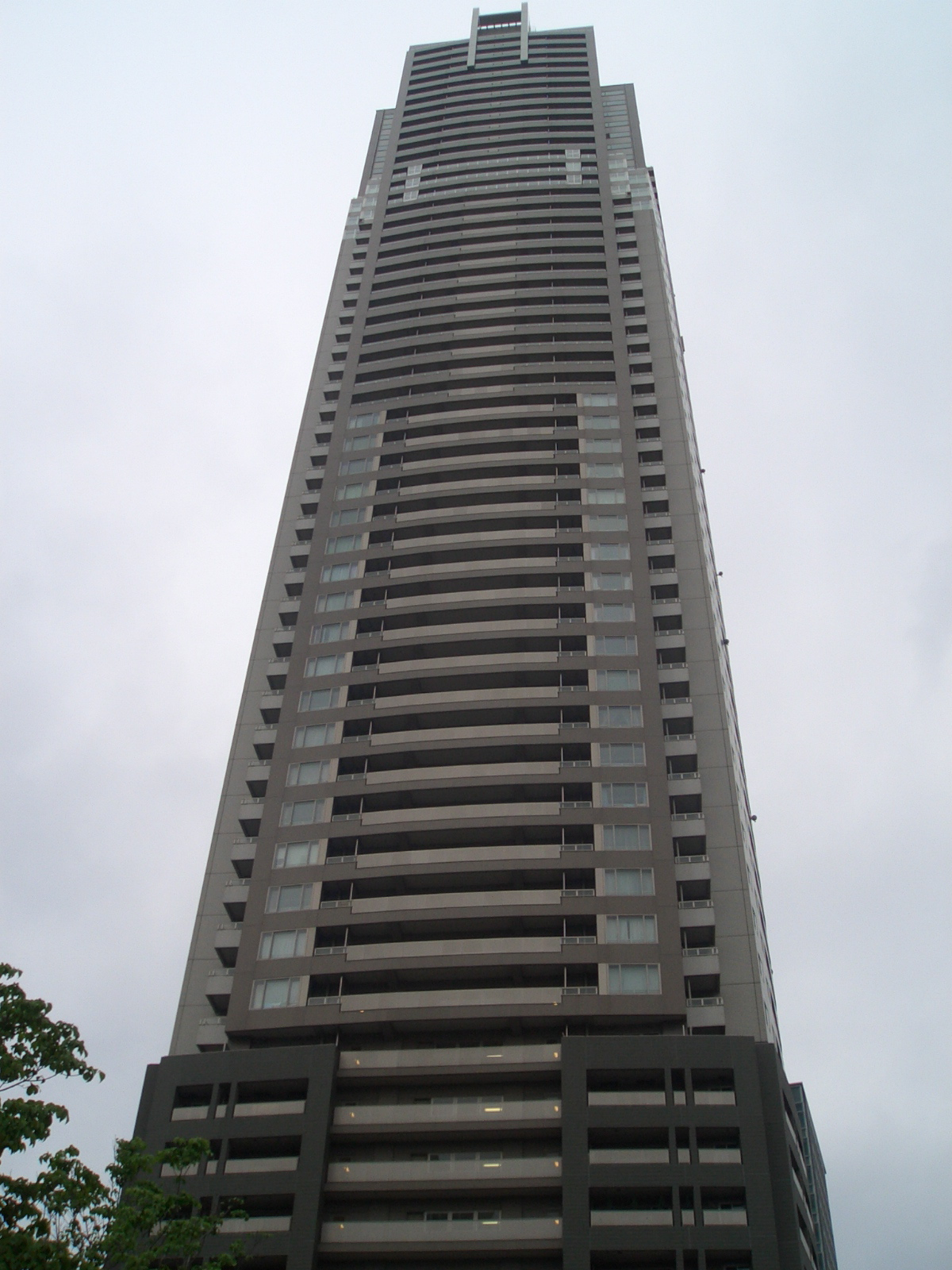
ساختمان آکوتی شیئودومه
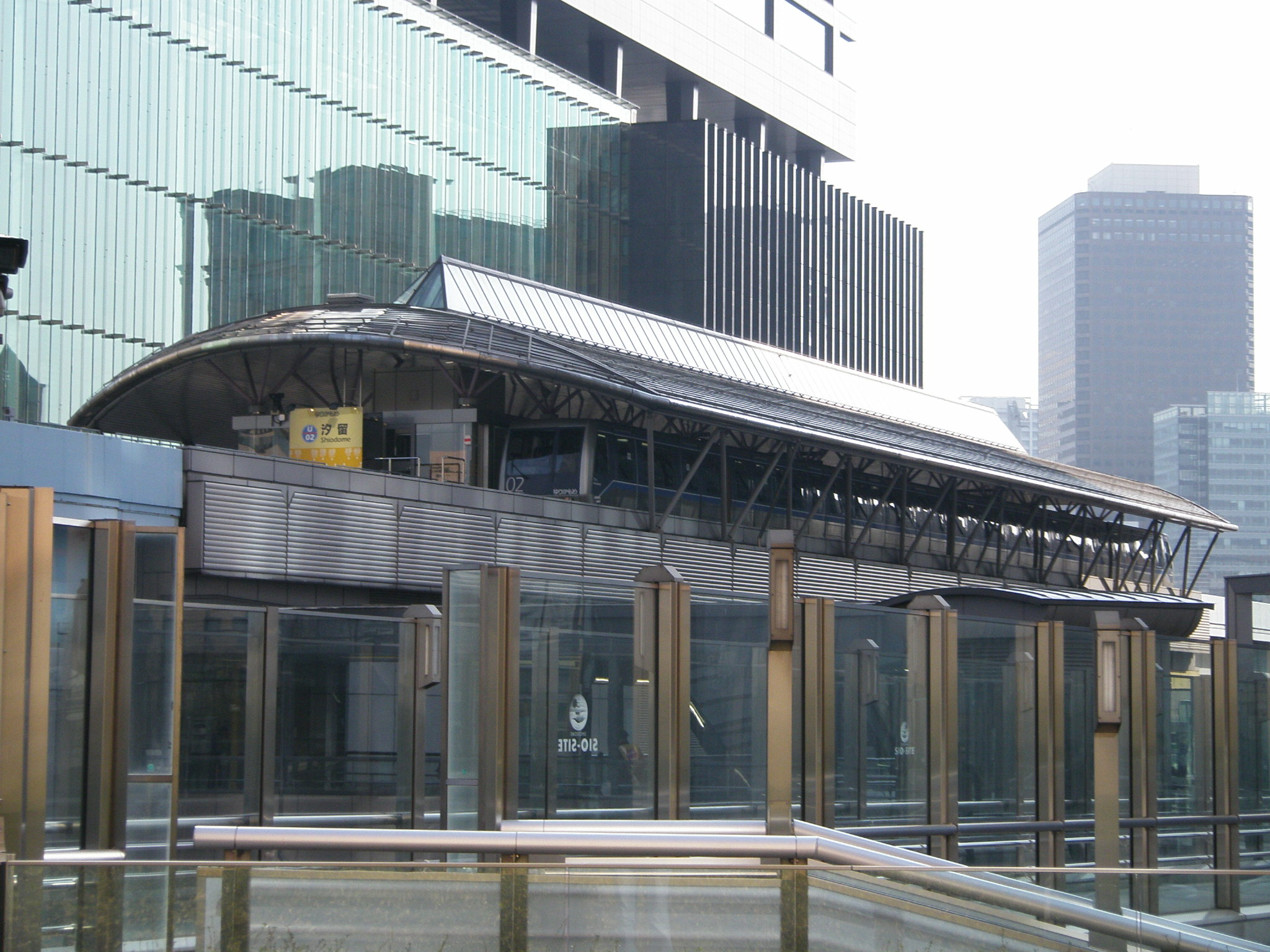
ایستگاه شیئودومه
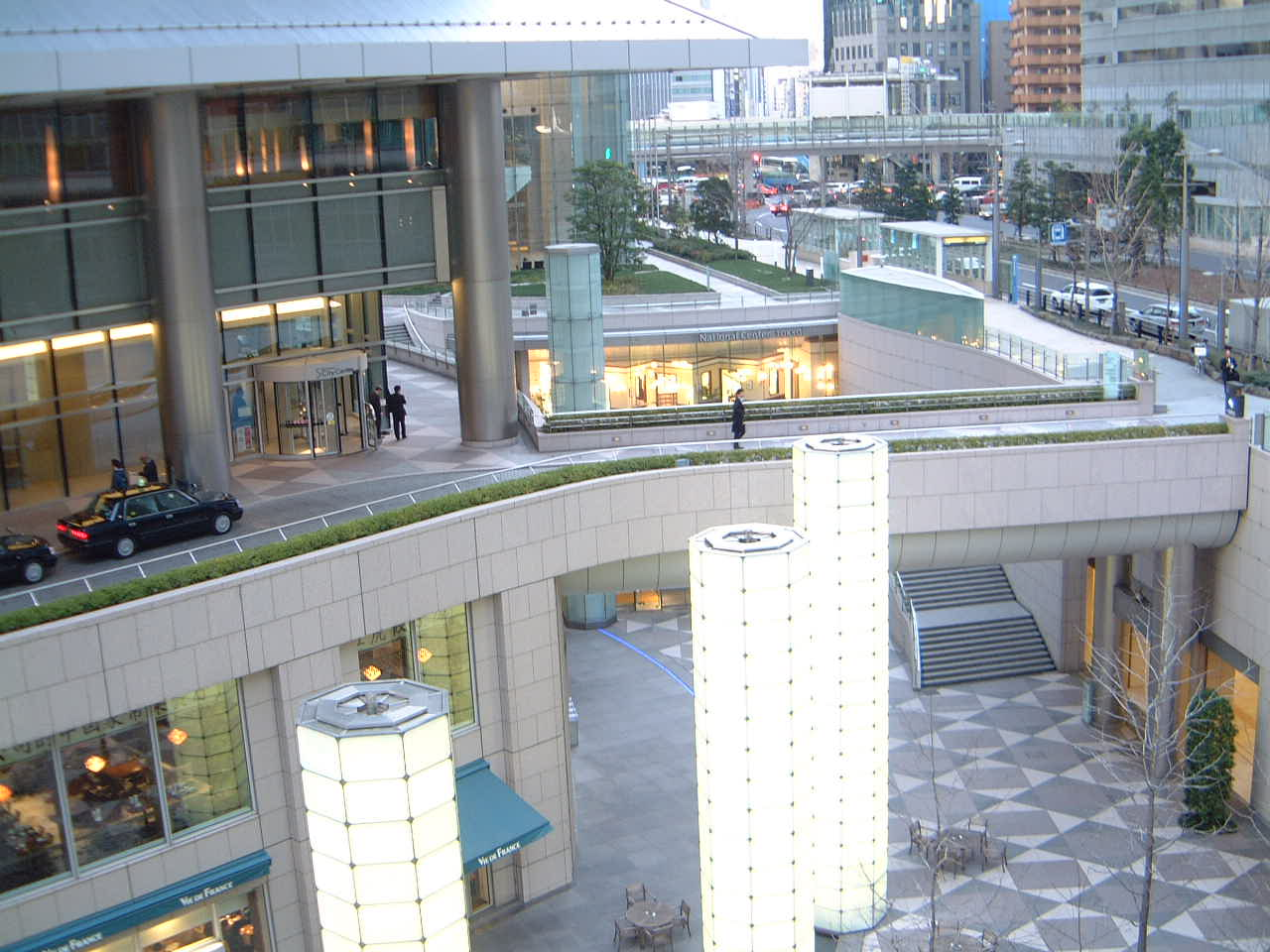
متروی مرکز شهر شیئودومه
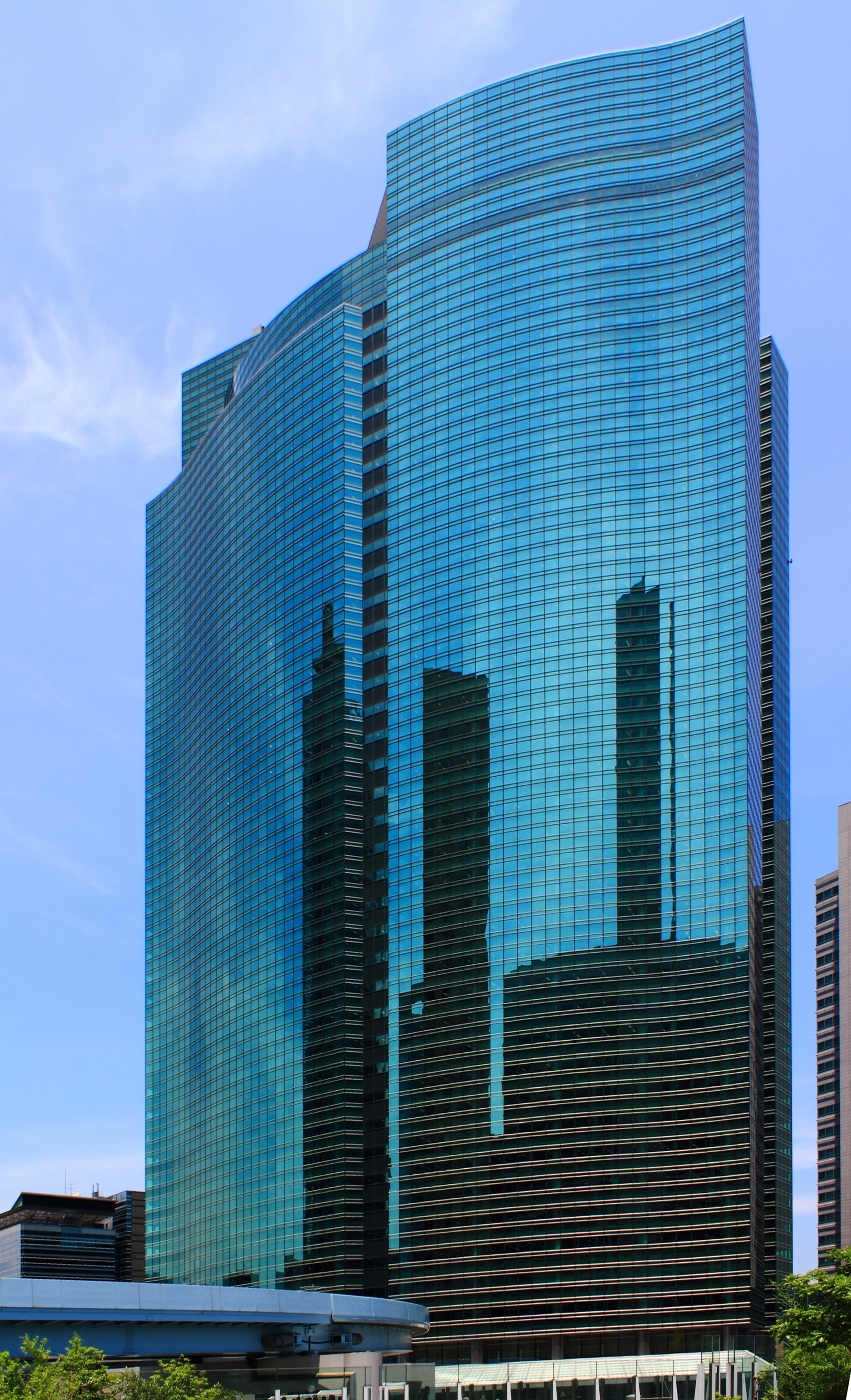
مرکز شیئودومه
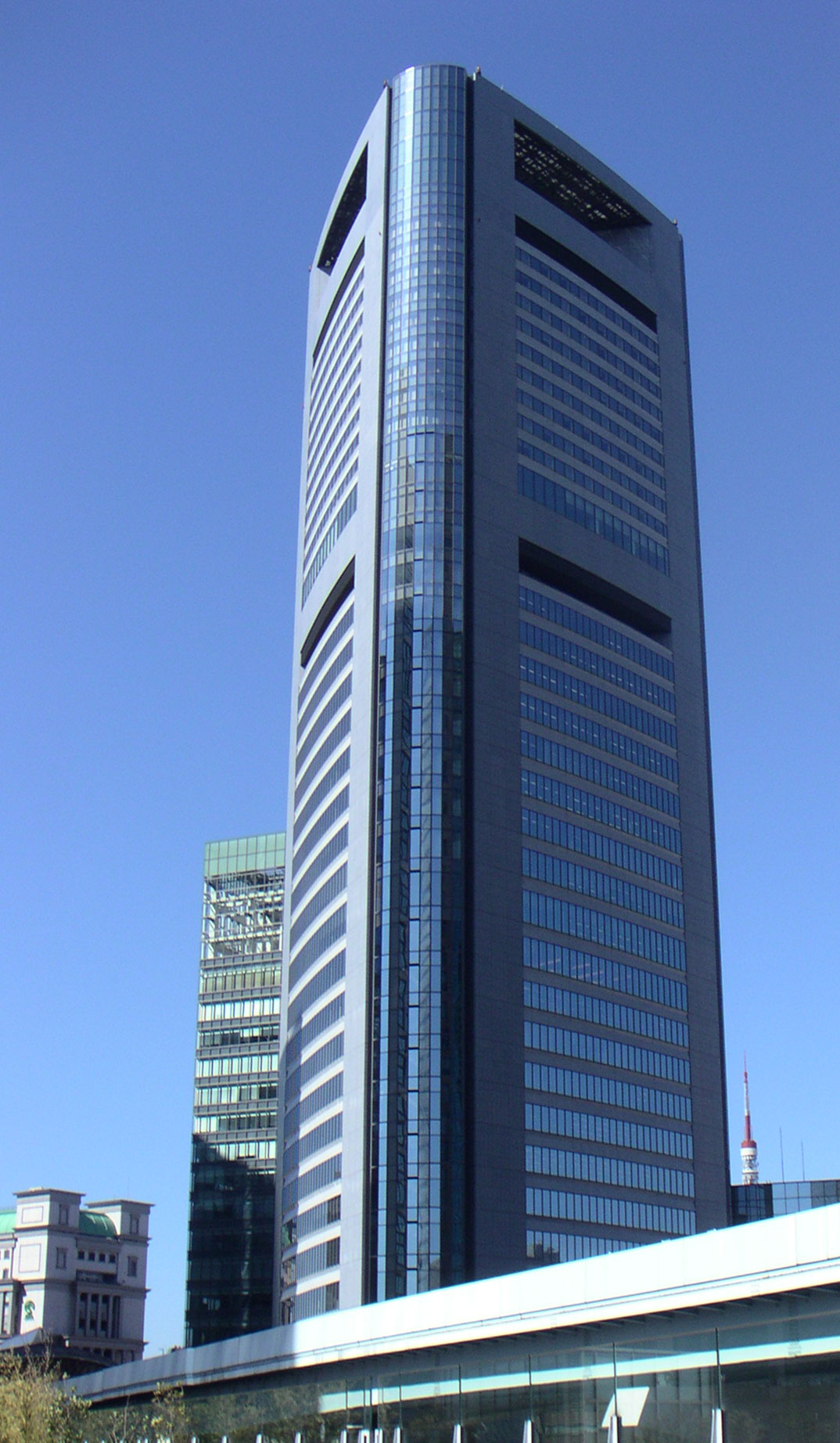
شیئودومه مدیا تاور با ارتفاع ۲۱۵ متر، بلندترین ساختمان در شیئودومه
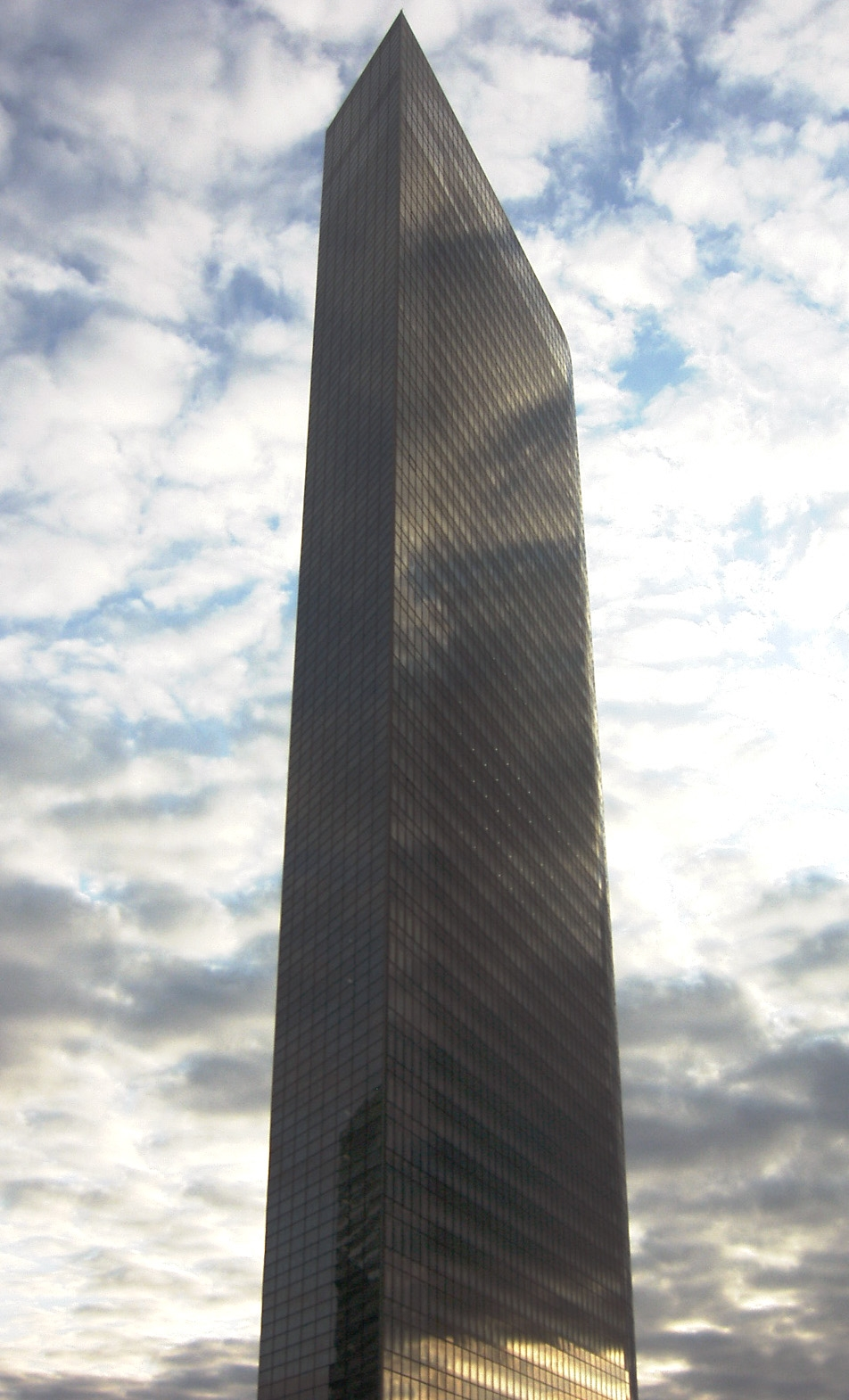
ساختمان اصلی دنتسو
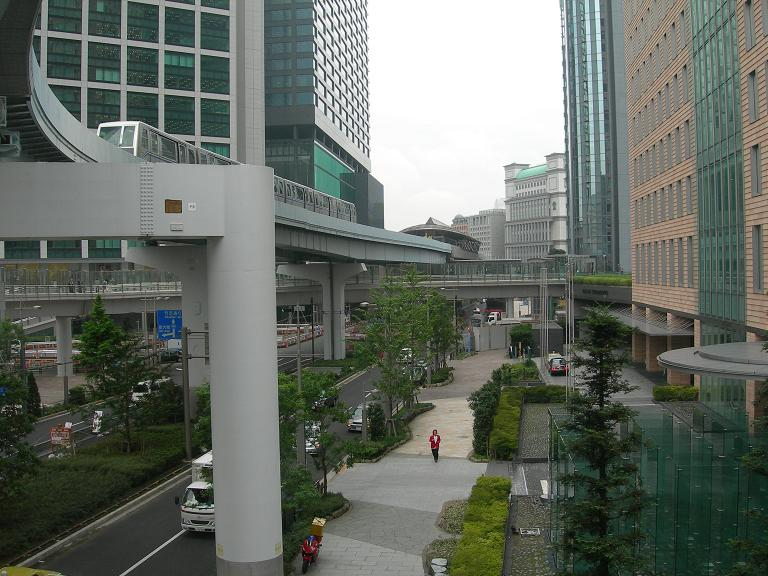
خط یوریکامومه در کنار ساختمان‌های شیئودومه